# Dzbańce-Osiedle
Dzbańce-Osiedle est une localité polonaise de la voïvodie d'Opole et du powiat de Głubczyce.